# Electro Spectre
Electro Spectre är en norsk elektronisk duo bildad 2009 i Oslo i Norge. Bandet består av Isak Rypdal och Alexander Bjørneboe.
Deras debutalbum Watch It All Turn ursprungligen släpptes i juni 2009. Albumet släpptes som ny utgåva 2010.
I september 2012 släppte bandet sitt andra studioalbum, Dangerous Game. Albumet planeras att följas av en turné i början 2013.
[uppföljning saknas]

## Diskografi
Studioalbum
- 2009 – Watch It All Turn
- 2012 – Dangerous Game
- 2013 – Pop Ghost
- 2014 – Bullets & Desert Blooms
- 2016 – Beautiful Lies
- 2018 – A Man-Made Sun

Singlar
- 2010 – "Monster"
- 2010 – "Yet It's Love"
- 2011 – "Suspicious Minds"

EPs
- 2012 – Dancing Girl
- 2013 – Tokyo Shuffle
- 2014 – Graveyard Eyes / Heartbeat
- 2014 – Your Love Is A Criminal
- 2014 – You Push For The World
- 2017 – Been Too Long (Extended Play)
- 2017 – Lovers Don't Forgive
- 2017 – Little Wonder
- 2018 – The Way You Love (Remixes)